# Division 2 Södra
Division 2 Södra var en fotbollsliga i Division 2, den dåvarande näst högsta ligan i det svenska ligasystemet. I ligan var det mellan tio och fjorton svenska fotbollslag och den hade status som den näst högsta ligan från säsongen 1928/1929 till 1946/1947 och från 1972 till 1986.

## Historia
Ligan bildades som en av två officiella ligor (näst högsta divisionen) 1928/1929 och från 1932/1933 som en av fyra. Den ersattes av Division 2 Sydvästra 1947/1948, men återskapades 1972. När Division 1 skapades 1987 ersatte den Division 2 som den näst högsta divisionen och detta blev även slutet för Division 2 Södra.

## Tidigare vinnare
| Säsong    | Vinnare                 | Tvåa                |
| --------- | ----------------------- | ------------------- |
| 1928/1929 | Stattena IF (1)         | Redbergslids IK     |
| 1929/1930 | Redbergslids IK (1)     | Malmö FF            |
| 1930/1931 | Malmö FF (1)            | BK Drott            |
| 1931/1932 | IS Halmia (1)           | BK Derby            |
| 1932/1933 | Halmstads BK (1)        | BK Drott            |
| 1933/1934 | Landskrona BoIS (1)     | IFK Helsingborg     |
| 1934/1935 | Malmö FF (2)            | IS Halmia           |
| 1935/1936 | Malmö FF (3)            | Helsingborgs IF     |
| 1936/1937 | Helsingborgs IF (1)     | Halmstads BK        |
| 1937/1938 | Malmö BI (1)            | IFK Trelleborg      |
| 1938/1939 | Halmstads BK (2)        | IS Halmia           |
| 1939/1940 | IS Halmia (2)           | Malmö BI            |
| 1940/1941 | Halmstads BK (3)        | IS Halmia           |
| 1941/1942 | Halmstads BK (4)        | IS Halmia           |
| 1942/1943 | IS Halmia (3)           | Landskrona BoIS     |
| 1943/1944 | Landskrona BoIS (2)     | Jönköpings Södra IF |
| 1944/1945 | Jönköpings Södra IF (1) | Limhamns IF         |
| 1945/1946 | Landskrona BoIS (3)     | Husqvarna IF        |
| 1946/1947 | Halmstads BK (5)        | Landskrona BoIS     |
| 1947–1971 | Spelades inte           | Spelades inte       |
| 1972      | IF Elfsborg (1)         | IFK Göteborg        |
| 1973      | Halmstads BK (6)        | Skövde AIK          |
| 1974      | Örgryte IS (1)          | Kalmar FF           |
| 1975      | Kalmar FF (1)           | IFK Göteborg        |
| 1976      | IFK Göteborg (1)        | Helsingborgs IF     |
| 1977      | Åtvidabergs FF (1)      | Örgryte IS          |
| 1978      | IS Halmia (4)           | Norrby IF           |
| 1979      | Mjällby AIF (1)         | Helsingborgs IF     |
| 1980      | Örgryte IS (2)          | GAIS                |
| 1981      | BK Häcken (1)           | IS Halmia           |
| 1982      | Mjällby AIF (2)         | BK Häcken           |
| 1983      | Kalmar FF (2)           | IFK Malmö           |
| 1984      | Trelleborgs FF (1)      | Mjällby AIF         |
| 1985      | IF Elfsborg (2)         | GAIS                |
| 1986      | Västra Frölunda IF (1)  | Mjällby AIF         |

## Mästare
| Titlar | Klubb               |
| ------ | ------------------- |
| 6      | Halmstads BK        |
| 4      | IS Halmia           |
| 3      | Landskrona BoIS     |
| 3      | Malmö FF            |
| 2      | IF Elfsborg         |
| 2      | Kalmar FF           |
| 2      | Mjällby AIF         |
| 2      | Örgryte IS          |
| 1      | Stattena IF         |
| 1      | IFK Göteborg        |
| 1      | Helsingborgs IF     |
| 1      | BK Häcken           |
| 1      | Jönköpings Södra IF |
| 1      | Malmö BI            |
| 1      | Redbergslids IK     |
| 1      | Trelleborgs FF      |
| 1      | Västra Frölunda IF  |
| 1      | Åtvidabergs FF      |